# Stöberhund

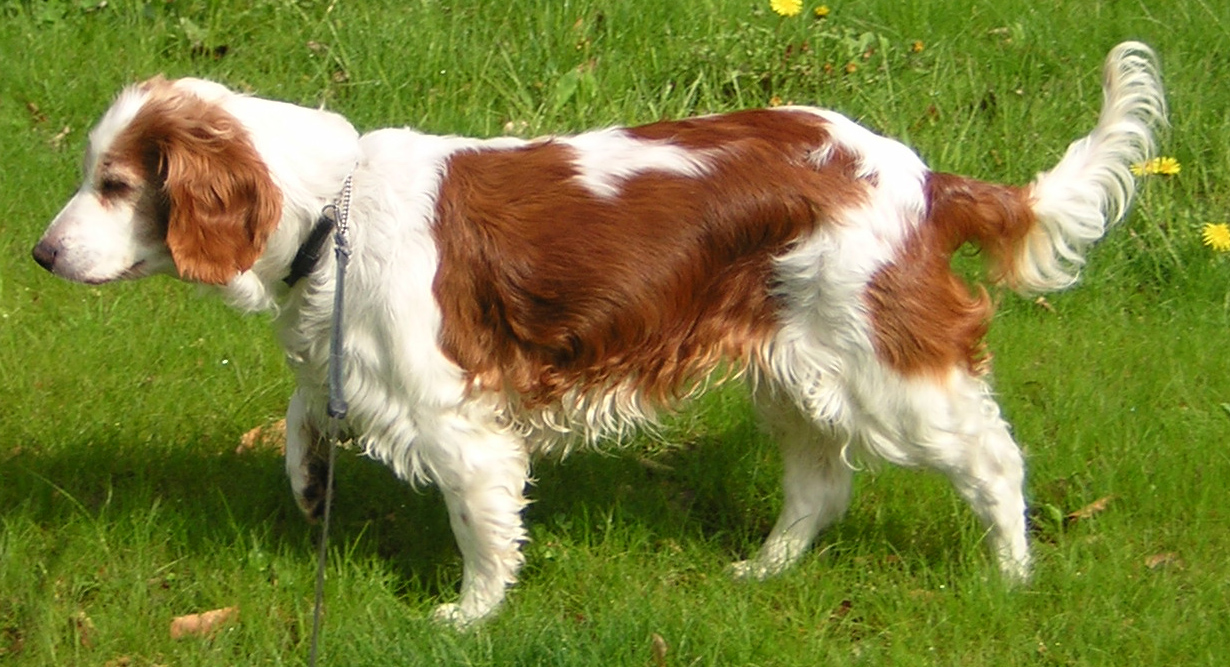
Der Welsh Springer Spaniel gehört zu den Stöberhunden.

Stöberhunde sind Jagdhunde, die selbständig, planmäßig und gründlich in Dickungen oder im Schilf nach Hoch- und/oder Niederwild suchen, also in unübersichtlichem Gelände und außerhalb der Kontrolle des Hundeführers. Findet der Hund Wild, wird er spurlaut und treibt das Wild auf die draußen wartenden Jäger zu. Dieses Verhalten ist ein angeborenes Instinktverhalten, das der Hund von seinem Vorfahren, dem Wolf, geerbt hat. 
Solche Hunde sind auch für die Suche nach verwundetem Wild (Schweißarbeit) und zum Bringen (Apportieren) von geschossenem, leichtem Wild geeignet.
Die Fédération Cynologique Internationale (FCI) führt Stöberhunde in ihrer Rassensystematik in der Gruppe 8, Sektion 2. Dort werden die folgenden Rassen als Stöberhunde bezeichnet:
- Amerikanischer Cocker Spaniel
- Clumber Spaniel
- Deutscher Wachtelhund
- English Cocker Spaniel
- English Springer Spaniel
- Field Spaniel
- Kooikerhondje
- Sussex Spaniel
- Welsh Springer Spaniel

Vom Jagdgebrauchshundverband in Deutschland als Stöberhunde anerkannt sind aus dieser Liste der English Cocker Spaniel, der Deutsche Wachtelhund und der English Springer Spaniel.